# Air Nostrum
Air Nostrum, Líneas Aéreas del Mediterráneo, S.A., còn gọi là Iberia Regional, là một hãng hàng không khu vực có trụ sở tại Valencia, Tây Ban Nha. Air Nostrum là một hãng hàng không độc lập hoạt động như một đơn vị nhượng quyền của Iberia Airlines và Binter Canarias. Iberia Regional nhượng quyền thương mại là một đối tác khu vực của Iberia và một thành viên liên kết của liên minh hàng không Oneworld. Air Nostrum điều hành một mạng lưới rộng lớn gồm 91 đường bay nội địa và quốc tế đến 51 điểm đến, cũng như các chuyến bay thuê chuyến. Cơ sở chính của hãng là sân bay Valencia, với các trung tâm tại sân bay Barcelona và Sân bay quốc tế Madrid Barajas.

## Đội bay
Tính đến tháng 3 năm 2014, Hãng Air Nostrum gồm có các máy bay có tuổi trọ trung tình khoảng 5.5 năm. Trên website của hãng này chỉ trơng bài bốn loại máy bay gồm: the ATR 72-600, CRJ-200, CRJ-900 and CRJ-1000